# センチグラム
センチグラム（sentigram）は、日本のロックバンドである。

## メンバー
- 松野龍一 (Vo,G) 神奈川県出身
- ニワっち (G) 新潟県出身
- 橋川 潤 (B) 長崎県出身
- 丹 大博 (Dr) 北海道出身

### 旧メンバー
- 野田賢輔 (G) 北海道出身

## 概要
2007年
- 前身バンド「トランジスター」から改名。
- トランジスター時代、フリーペーパーMUSIC UP'sのイベントにてグランプリ受賞。
- 吉祥寺を拠点に、ライブハウス、ストリート、ショッピングモールにて活動開始。

2008年
- 2月29日 Gtニワっち加入。
- 9月10日 タワーレコード店舗限定シングル「時空飛行」がタワーレコードインディーズウィークリーチャート最高2位。

2009年
- 1月 自主制作したCD「ギンガ」ICカードPiTaPaCM曲に抜擢。
自主企画イベント「真心ストリップ劇場」を2,4月と開催。
- 9月17日 渋谷O-WESTにて「真心ストリップﾟ劇場～匂艶編～」を開催。
- 10月7日 バンド初の11曲入りフルアルバム『プラネタリア』を全国リリース。タワーレコードJ-POP ALBUM ランキング初登場24位、最高16位。
現在「センチグラム ツアー“プラネタリア”2009-2010」ツアー決行。

2010年
- 2月14日 ツアーファイナル満員御礼
- 10月22日 渋谷O-WESTにてワンマンライブも決行。
また、TBSテレビ「Music Birth」にて、河村隆一やMEGUMIと共演。番組内で新曲「ウエディングレター」を作り反響を呼ぶ。

2012年
- 2月 2nd mini album『未来Re:』をリリース。
約半年間のツアーを成功させる。
- 7月 東京、夏の風物詩イベント「音霊 OTODAMA」に初出演。
- 8月 3rd single『名も無き星座』をリリース。

2013年
- 7月 2度目の「音霊 OTODAMA」出演。
- 8月 Gt.ニワっち脱退。
- 9月 ギタリスト野田賢輔 (ex.ASIAN2)のプロデュースする『Passion!!TOUR 2013』に参加。
- 11月 長澤まさみ×岡田将生W主演映画「潔く柔く」の劇中曲に使われ反響を呼ぶ。
劇中用に書き下ろした4th single『forget-me-not』をリリース。

2014年
- 4月 3ピースになって初のALBUM『トライアングルシンフォニー』をリリース。
高田馬場CLUB PHASEで行われたリリースイベント開催。
幼児虐待をテーマにシリアス、かつ家族愛を歌ったリード曲『イナイナイバァ』が多くの人からの反響を呼ぶ。
- 7月 3度目の「音霊 OTODAMA」に出演。
- 10月22日 約5年ぶりの全国発売シングル「スーパーノヴァレディオ」をリリース。

2015年
- 5月 サポートギタリストの野田賢輔が正式加入。

2016年
- 6月 6th Single「シューティングスターマイン/マーメイディア」をリリース。
- 8月 野田賢輔脱退。

2017年
- 7月 Gt.ニワっち再加入。7th Single「Home to the Future」をリリース。

2018年
- 10月 吉祥寺shuffleにてワンマンライブ開催。【センチグラミーワンマンしよう!!〜平成デモクラシー〜】

## アルバム
「プラネタリア」
発売日：2009年10月07日
価格；￥2,000（税込）
DQC-347
<収録曲>
1.ギンガ
2.時空飛行
3.ユリシアの花
4.優しさ日和
5.サヨナライナー
6.名無しの唄
7.草原シアター
8.涙流星群
9.インスタントレボリューション
10.宛名のない詞
11.もしもし
「未来RT:」
発売日：2012年2月29日
価格；￥1,500（税込）
<収録曲>
1.流星トワイライト
2.カメレオンガールズ
3.グレゴリオ
4.泣きべソング
5.ミライノ化石
6.ナイトレインボー
7.オートマの風に吹かれて
8.東京レクイエム
9.ウェディングレター